# Чудомир (дом-музей)
Дом-музей «Чудомир» — исторический памятник культуры национального значения в городе Казанлыке в Болгарии.

## История
В 1890 году в городе Казанлыке в Болгарии родился известный болгарский писатель, общественный деятель и художник Димитр Чорбаджийски — Чудомир. Умер он в 1967 году. В 1968 году его родной дом объявили музеем на основании протокола № 15 Национального совета охраны памятников культуры от 3 декабря 1998 года, когда этому зданию присвоили статус исторического памятника культуры национального значения.
Музейный комплекс был открыт в 1979 году. В него вошел дом Чудомира, художественно-документальная экспозиция, которая располагается на трех залах площади в 300 квадратных метрах. На территории комплекса хранится свыше 15 тысяч оригинальных рукописей, писем, книг, рисунков и вещей Чудомира, а также вещи, принадлежавшие его супруге, Маре Чорбаджийской, которая была художницей. Этот музей является единственным литературно-художественным музеем в Болгарии. В нем хранится авторитетный фонд культуры им. Чудомира.
В музее сохранилась обстановка, в которой работал и жил в 1924—1967 годах писатель Димитр Чорбаджийски.
Музей работает с понедельника по пятницу с 8:30 до 17:30, а в субботу и воскресенье с 9:00 до 17:30 с июня по сентябрь.
Музей включен в список ста национальных туристических объектов. Музей выступает главным организатором чудомирских гуляний на территории Казанлыка, которые традиционно проводятся в период с 25 апреля по 1 апреля. В музее сохранена та обстановка, которая была при жизни Димитра Чорбаджийски и его жены.
Музея Чудомира представляет собой муниципальный культурный институт.
Дом-музей "Чудомир" открыт для посещений во время проведения праздника роз.
Филиал музея имеется в расположенном недалеко от Казанлыка селе Турия.

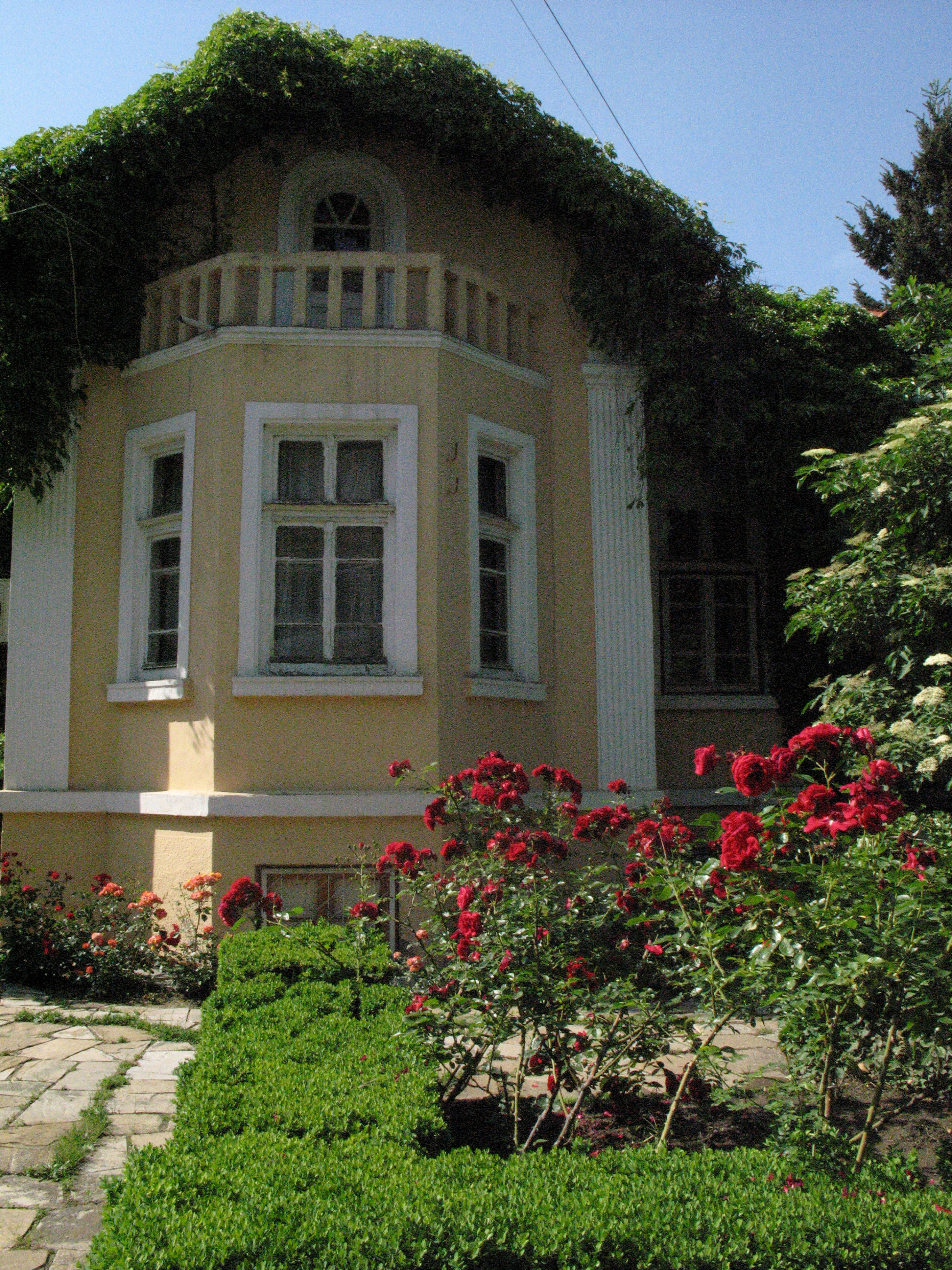
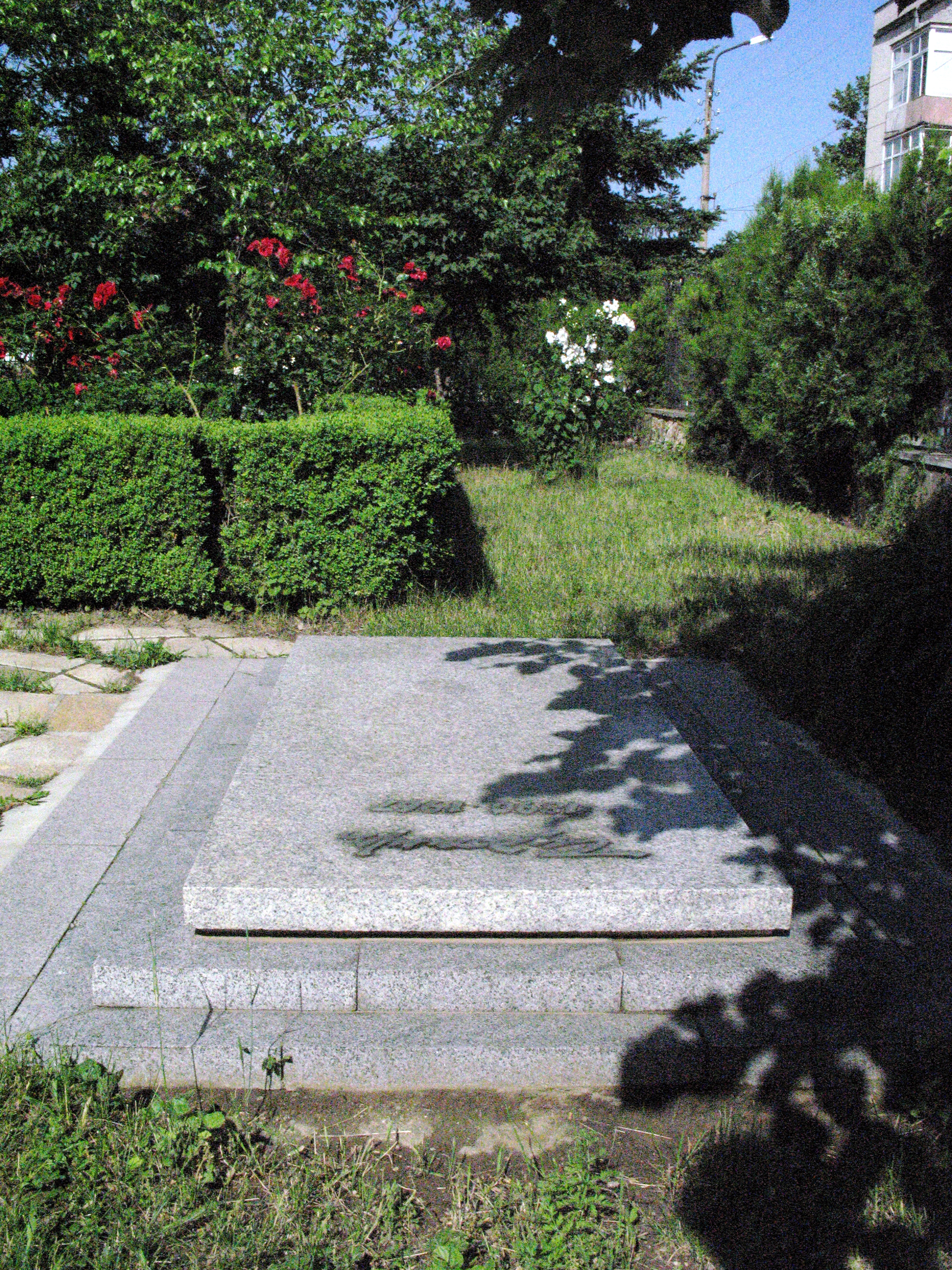
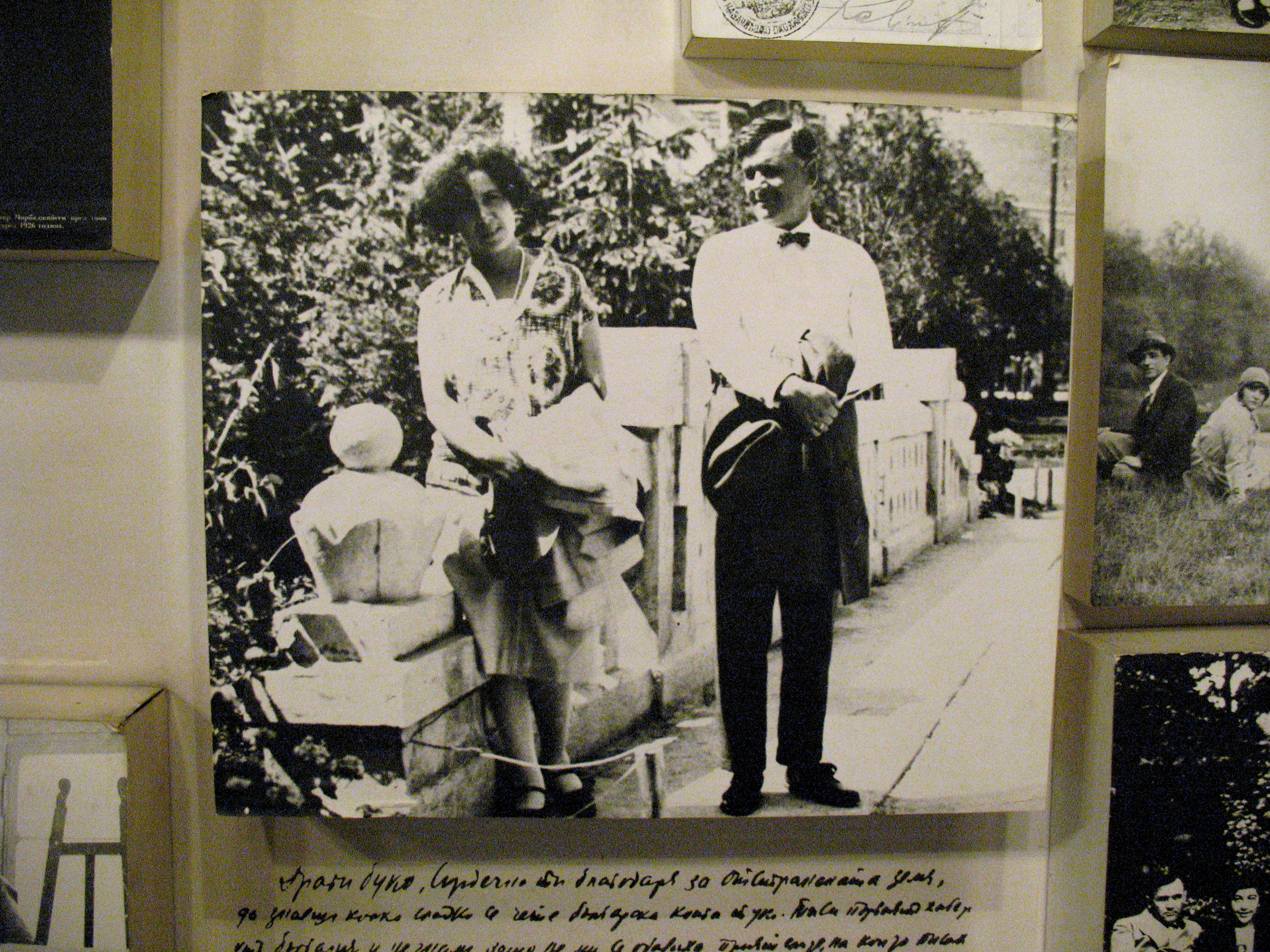
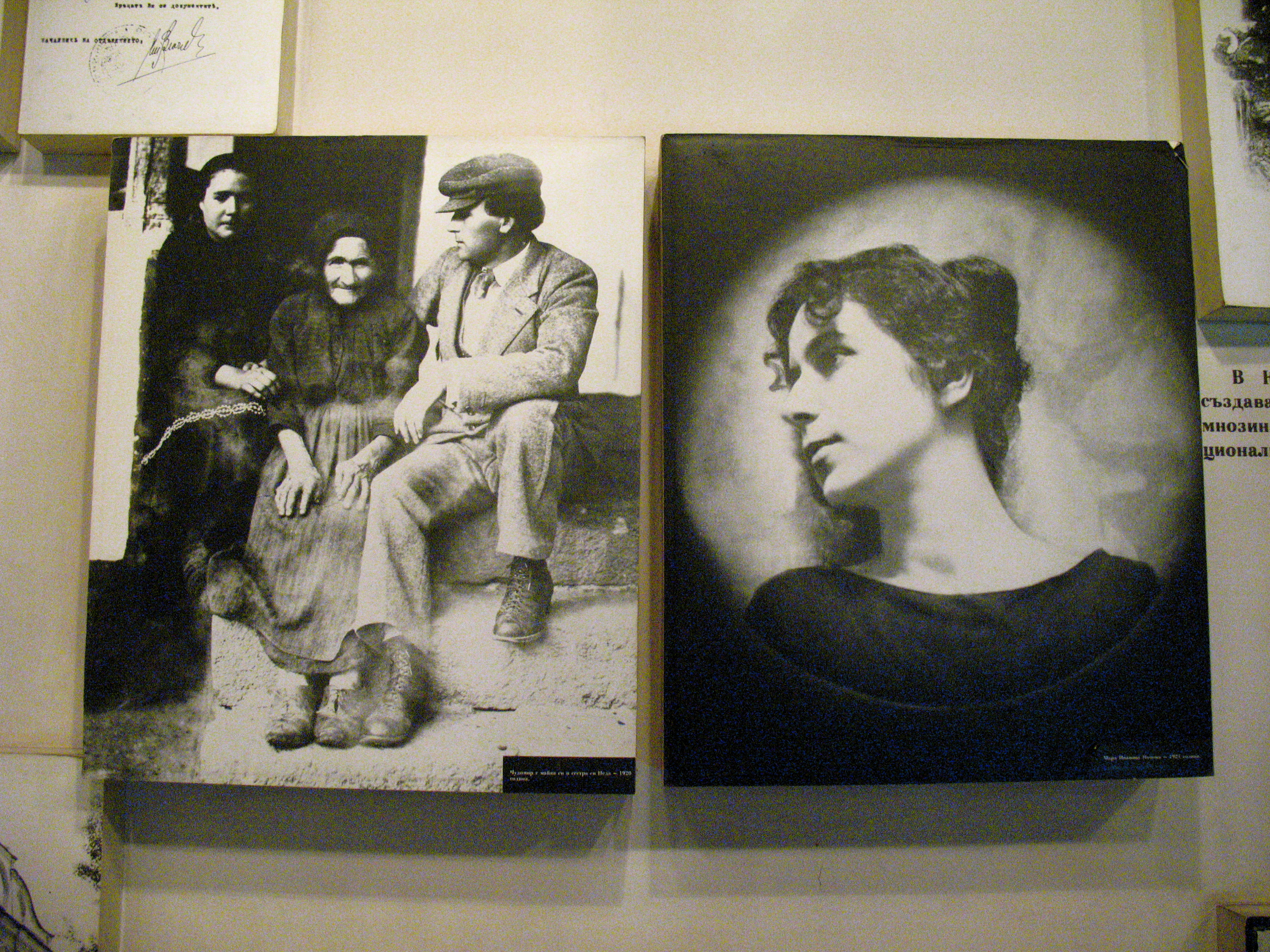